# Carl Mesterton (filosof)
Carl Mesterton, svensk filosof, universitetslärare, född 1715 i Göteborg, död 29 november 1773 i Åbo, tillhörde en från Skottland till Sverige inkommen släkt. Farfars far till Carl Benedict Mesterton.
Han blev 1738 filosofie magister i Lund,   vistades därefter i fem år vid holländska och tyska högskolor samt utnämndes 1746 till professor i logik och metafysik vid Kungliga Akademien i Åbo. 1752 promoverades han i Uppsala till teol.dr. och utbytte 1767 sin filosofiska lärostol mot den tredje teologiska professuren i Åbo. 
Han införde till Akademien i Åbo den wolffianska filosofin och väckte där livligare intresse för det filosofiska studiet i allmänhet. Från trycket utgav han ett betydligt antal disputationer samt 1762-1766 fyra särskilda små läroböcker: en logik, en ontologi, en psykologi och en framställning av den naturliga teologin.